# Neobisium golemanskyi
Espèce
Neobisium golemanskyi est une espèce de pseudoscorpions de la famille des Neobisiidae.

## Distribution
Cette espèce est endémique de Macédoine du Nord. Elle se rencontre à Patichka Reka dans la grotte Peštera Bozguni.

## Publication originale
- Ćurčić & Dimitrijević, 2001 : On the diversity of pseudoscorpions in Macedonia: Roncus stankokaramani n. sp. and Neobisium golemanskyi n. sp. (Neobisiidae, Pseudoscorpiones). 75 years of the Macedonian Museum of Natural History, Skopje, p. 145-155.